# 1478 Вігурі
1478 Вігурі (1478 Vihuri) — астероїд головного поясу, відкритий 6 лютого 1938 року.
Тіссеранів параметр щодо Юпітера — 3,468.